# ميكا ماسو
ميكا ماسو (بالإنجليزية: Mika Masoe)‏ (مواليد 11 نوفمبر 1963) هو ملاكم أمريكي، مثّل بلاده في الألعاب الأولمبية الصيفية 1988.

## روابط خارجية
ميكا ماسو على موقع أوليمبيديا (الإنجليزية)